# 黒田瑞貴
黒田 瑞貴（くろだ みずき、1994年4月4日 - ）は、日本のファッションモデル、タレント、女優。埼玉県春日部市出身。タンバリンアーティスツ、オスカープロモーションを経て、ホリプロ系列のモデルエージェンシー「ブース」所属。夫はゲームクリエイターの中道慶謙。

## 略歴
2006年、『ピチレモン』（学研）のオーディションで準グランプリを獲得。同誌の専属モデル（ピチモ）として活動した。
2007年8月、ミランカより配信されるWEBドラマ『ミルパパ〜しあわせの雑貨店〜』で女優としてデビュー。
2010年、『ピチレモン』2011年1月号（2010年12月1日、学研パブリッシング）をもって5年務めたピチレモン専属モデルを卒業。
2023年、1月6日15時丁度にゲームクリエイターである中道慶謙(ネコゲームティーチャー)との結婚を発表。

## 主な出演

### バラエティ
- ピチスタ（テレ玉、2007年）
- ぐるぐるナインティナイン（日本テレビ、2009年7月9日）
- すイエんサー（NHK教育テレビ、2010年4月 - 2014年3月）
- ツナガルカガク（NHK教育テレビ、2010年5月5日）
- 常識くるっと変換ショー マサカメTV！（NHK総合テレビ、2012年10月27日）

### ドラマ
- ミルパパ〜しあわせの雑貨店〜（ミランカ、2007年）山口彩 役
- 獣医さん、事件ですよ（読売テレビ、2014年）花嫁 役
- 本棚食堂（NHK BSプレミアム、2015年7月）美女 役

### 雑誌
- ピチレモン（学研、2006年5月 - 2011年1月）専属モデル
- ファッションカタログ『セシール』ティーンズカタログ『cupop』2008年秋冬号
- nissen
- サン宝石
- Samurai ELO
- warp MAGAZINE JAPAN（トランスワールドジャパン、2014年）
- MTB日和（タツミムック、2014年 vol.21）
- HR
- デジタルカメラマガジン

### イベント
- 東京モーターショー2015「フォルクスワーゲンブースモデル」（2015年10月 - 11月）[3]
- 東京モーターショー2017「SUZUKIブースモデル」（2017年10月 - 11月）
- 東京ゲームショウ2018「Fortnite(ゲーム)イベンター」（2018年9月 - 10月）
- 東京ゲームショウ2019「『HyperX』（キングストンテクノロジー）イベンター」（2019年9月15日）

### SHOW
- Barbieファッションショー
- Priuri ファッションショー
- 文化ファッション大学院
- Oda Fashion Design Competition

### CM
- セガトイズ（マジカルビューティー、2007年）
- 雪印メグミルク（恵 ガセリ菌SP株ヨーグルト、2015年）

### アニメ
- 一期一会 恋バナ友バナ（キッズステーション）

### CD
- 一期一会主題歌（コロムビアミュージックエンタテインメント） - グループ「こいとも」名義

### モバイル
- iPhone用時計アプリ『美少女時計』 - 59分担当

### スチール
- セイコー「LUKIA」
- 京王プラザホテル八王子
- 日本たばこ協会
- Amazon
- デジモノステーション
- イトーヨーカ堂
- デジモノステーション
- 聖蹟桜ヶ丘SC

### WEB
- C.I.A サイバー・インテリジェント・エンジェルズ（2010年　ＴＢＳのガールズサイト「Girls＠SweetStreet」の中高生向け情報セキュリティ対策の啓蒙活動のWebドラマ。全12回）
- Heather
- スポーツナビ「スポーツナビDO」
- 人生相談倶楽部　ブーブーキッズ
- インプレスeスポーツ部『今夜はフォートナイト』及び『喪服は準備したか！？』レギュラー出演